# Albert Wendt (Lehrer)
Karl Albert Wendt (* 4. Mai 1851 in Freienwalde in Pommern; † 16. August 1932) war ein deutscher Oberlehrer und Förderer der Spielzeugherstellung im sächsischen Erzgebirge.

## Leben
Albert Wendt stammte aus Pommern und absolvierte zunächst eine Lehre als Drechsler. Ab 1868 besuchte er für drei Jahre das Lehrerseminar in der westpommerschen Stadt Pölitz und war nach dem Militärdienst als Lehrer in Freienwalde tätig. Später besuchte er bis zum Erhalt des Staatsexamen die Gewerbe- und Kunstakademie in Berlin. Ab 1879 war er daraufhin als Lehrer in der brandenburgischen Stadt Jüterbog tätig. Seit 1884 war Albert Wendt als Oberlehrer Direktor der Fachgewerbeschule für Spielzeugmacher in Grünhainichen im Erzgebirge. Grünhainichen war zu dieser Zeit neben Seiffen eines der Zentren der traditionellen erzgebirgischen Spielwarenherstellung und Albert Wendt hatte wesentlichen Anteil daran, dass diese vor dem Ersten Weltkrieg zur vollen Blüte gelangte. Dabei arbeitete er eng mit dem befreundeten sächsischen Volkskundler Oskar Seyffert zusammen.
1919 setzte sich Albert Wendt zur Ruhe.

## Familie
Er war seit 1876 mit Hedwig Wendt verheiratet. Als viertes von insgesamt fünf Kindern der gemeinsamen Ehe wurde Margarete Wendt im Jahre 1887 geboren, deren künstlerisches und unternehmerisches Talent Albert Wendt frühzeitig erkannte und förderte. Seine Tochter gründete mit seiner Unterstützung im Jahre 1915 gemeinsam mit
Margarete Kühn die offene Handelsgesellschaft „M. Wendt u. M. Kühn“.